# Hypoaspis
Hypoaspis  (лат.) — род клещей (Dermanyssoidea) семейства Laelapidae из отряда Mesostigmata. Более 220 видов. Паразиты жуков, муравьёв, пчёл, термитов, многоножек (Diplopoda), прямокрылых, тараканообразных, млекопитающих, птиц. Некоторые подроды (например, Gaeolaelaps) иногда рассматриваются в качестве самостоятельных родовых таксонов.

## Некоторые виды
- Hypoaspis deinos Zeman, 1982 — паразит муравьёв Lasius flavus (Hymenoptera), Чехословакия
- Hypoaspis paracuneifer Gu & Bai, 1992 — паразит муравьёв (Formicidae), Ningxia-Hui
- Hypoaspis subpictus Gu & Bai, 1992 — паразит муравьёв (Formicidae), Ningxia-Hui
- Hypoaspis thysanifer (Zeman, 1982) — паразит муравьёв Formica fusca, Чехословакия
  - =Cosmolaelaps thysanifer Zeman, 1982
- Hypoaspis tuberculata Masan, 1992 — паразит муравьёв Lasius flavus, Чехословакия
- Hypoaspis ungeri Karg, 1985 — паразит термитов Nasutitermes, Куба
- Hypoaspis miles Berlese, 1892 — паразит